# Пайерлс, Рудольф
Сэр Рудольф Эрнст Па́йерлс (англ. Rudolf Ernst Peierls; 5 июня 1907, Берлин — 19 сентября 1995, Оксфорд) — английский физик-теоретик немецкого происхождения. 
Член Лондонского королевского общества (1945), иностранный член Национальной академии наук США (1970), Французской академии наук (1984), Академии наук СССР (1988).

## Биография
Пайерлс родился в Берлине в еврейской семье. Учился в университетах Берлина, Мюнхена и Лейпцига. Преподавал в Цюрихском политехническом институте (1929—1932), затем переехал в Англию, где решил остаться после прихода Гитлера к власти в Германии (получил британское гражданство в 1940 году). Работал в Манчестерском (1933—1935), Кембриджском (1935—1937), Бирмингемском (1937—1963), Оксфордском (1963—1974), Вашингтонском университетах (1974—1977).
Во время Второй мировой войны участвовал в Манхэттенском проекте, часто посещал Нью-Йорк и Лос-Аламос. Пайерлс был инициатором приглашения в проект Клауса Фукса, который оказался советским шпионом. Впоследствии Пайерлс был активным участником Пагуошского движения.
Был посвящён в рыцари в 1968 году (Рыцарь-бакалавр).

## Семья
С 1931 года был женат на Евгении Николаевне Каннегисер (1908—1986) — дочери врача-гинеколога Николая Самуиловича Каннегисера (1866—1909), падчерице переводчика И. Б. Мандельштама, с которой познакомился в Одессе; трjt дочерей и сын. Е. Н. Каннегисер приходилась племянницей инженеру А. С. Каннегисеру и журналисту Д. А. Левину, двоюродной сестрой поэту и убийце Урицкого Леониду Каннегисеру.

## Научная деятельность
Научные труды Пайерлса посвящены квантовой механике и квантовой электродинамике, ядерной физике, физике твёрдого тела, вопросам магнетизма и математической физики.
В 1929 году предложил концепцию дырочной проводимости полупроводников (независимо от Якова Френкеля). В 1930 году доказал теорему о статистической сумме квантовой статистической системы (теорема Пайерлса). В 1931 году построил квантовую теорию теплопроводности неметаллических кристаллов. Разработал общую теорию диамагнетизма, изучил особенности поведения электронов в кристаллах (совместно с Феликсом Блохом), ввел представление о промежуточном состоянии сверхпроводников (совместно с Фрицем Лондоном), в 1933 году развил качественную теорию эффекта де Гааза — ван Альфвена. Рассмотрел движение дислокаций в кристаллах и силу, действующую на них (сила Пайерлса — Набарро). Пайерлс считается одним из пионеров теории экситонов и современных представлений о магнетизме.
В 1930 году вместе с Львом Ландау проанализировал ограничения, накладываемые на квантовое описание системы при учете эффектов теории относительности. Впоследствии занимался разработкой теории классической электродинамики, в том числе нелокального типа (1954), вопросами теории рассеяния.
В области ядерной физики известны работы Пайерлса, проведенные совместно с Хансом Бете, по теории обратного бета-распада и протон-нейтронного взаимодействия (1934—1935). В 1939 году вместе с Нильсом Бором и Георгом Плачеком исследовал механизм ядерных реакций, индуцированных нейтронами, на основе сформулированной ими оптической теоремы и представлений о составном ядре. В 1940 году совместно с Отто Фришем оценил критическую массу урана-235, которая оказалась не столь велика, как считалось ранее. Этот результат был изложен в так называемом «меморандуме Фриша — Пайерлса», который во многом инициировал широкомасштабные исследования возможности создания ядерного вооружения. Пайерлс также участвовал в вычислениях характеристик цепных реакций и разработке методов разделения изотопов.

## Награды
- Командор орден Британской империи (1945)
- Медаль и премия Резерфорда (1952)
- Королевская медаль (1959)
- Медаль Лоренца (1962)
- Медаль имени Макса Планка (1963)
- Медаль и премия Гутри (1968)
- Премия Энрико Ферми (1980)
- Медаль Маттеуччи (1982)
- Медаль Копли (1986)
- Медаль Дирака (1991)

## Публикации

### Книги
- Р. Пайерлс. Электронная теория металлов. — М.: Изд-во иностр. лит-ры, 1947.
- Р. Пайерлс. [djvuru.512.com1.ru:8073/WWW/c257d943b0293dab3de40cbec5566e64.djvu Квантовая теория твердых тел.] — М.: Изд-во иностр. лит-ры, 1956.
- Р. Пайерлс. Законы природы. — М.: Физматгиз, 1962.
- Р. Пайерлс. Сюрпризы в теоретической физике. — М.: Наука, 1988.
- R. Peierls. Bird of Passage: Recollections of a Physicist. — Princeton University Press, 1985.

### Статьи
- Р. Пайерлс. Атомные ядра // УФН. — 1959. — Т. 68, вып. 6. — С. 307-321.
- Р. Пайерлс. Построение физических моделей // УФН. — 1983. — Т. 140, вып. 6. — С. 315-332.
- Р. Пайерлс. Импульс и квазиимпульс света и звука // УФН. — 1991. — Т. 161, вып. 9. — С. 161-176.
- Selected Scientific Papers of Sir Rudolf Peierls. Архивная копия от 28 августа 2011 на Wayback Machine — World Scientific Series in 20th Century Physics. — Vol. 19.
- R. Peierls. Selected Private and Scientific Correspondence: Vol. 1 Архивная копия от 29 июня 2011 на Wayback Machine, Vol. 2. — World Scientific.